# Bestenliste Schweizer Triathleten auf der Ironman-Distanz

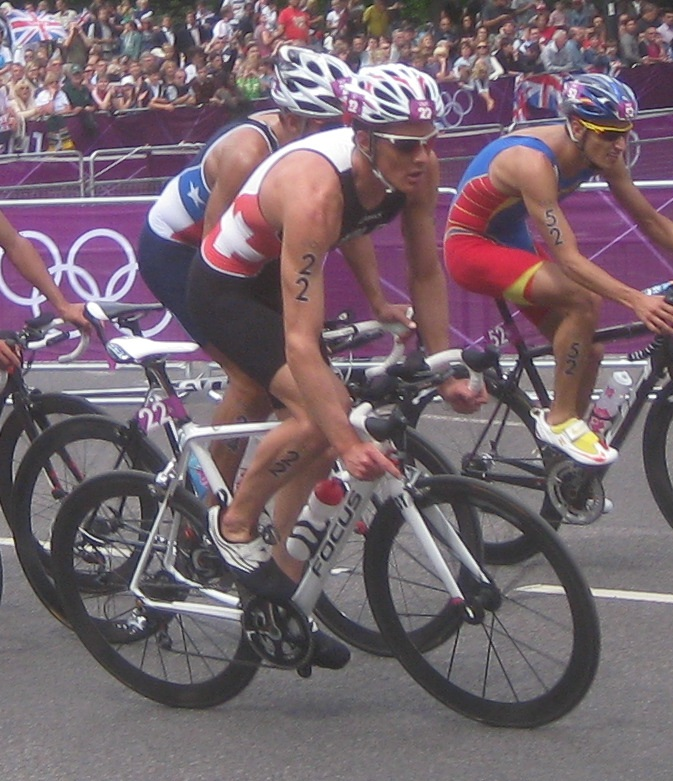
Ruedi Wild bei den Olympischen Sommerspielen 2012

Die Bestenliste Schweizer Triathleten auf der Ironman-Distanz umfasst alle Zeiten, die weltweit von Schweizern (Amateure und Profis) bei einem Triathlon über die Langdistanz bzw. Ironman-Distanz (3,86 km Schwimmen, 180,2 km Radfahren und 42,2 km Laufen) erzielt wurden.(Stand: 8. Juli 2025)

## Kriterien für die Bestzeiten
Jeder Athlet wird hier mit seiner persönlichen Bestzeit angeführt. Berücksichtigt wurden Zeiten unter 8:00 Stunden seit Oktober 1982.
Eine offizielle Vermessung der Strecken, wie in der Leichtathletik mit dem Jones-Counter, erfolgt im Triathlon bis jetzt nicht. Die Rennen sind deshalb aufgrund einer nicht ganz genauen Länge nur begrenzt bzw. eingeschränkt vergleichbar. Auch die Zeiten bei ein und demselben Wettkampf, wie auch auf Hawaii, sind durch Streckenänderungen, Baustellen, Beschaffenheit oder Veränderung des Strassenbelags, Verlegungen und Veränderungen der Wechselzonen, nicht vergleichbar. Bei den hier aufgeführten Zeiten handelt es sich um Ergebnisse, die bei Wettkämpfen mit offiziellem Windschattenverbot erzielt worden sind. Die offiziellen Verbände führen keine Rekorde oder Bestenlisten.
Wettkämpfe, bei denen witterungsbedingt nur ein Duathlon ausgetragen wurde oder Teildistanzen stark verkürzt wurden, finden keine Berücksichtigung im Rahmen dieser Bestenliste. Die Ergebnisse der Frauen finden sich in der Bestenliste Schweizer Triathletinnen auf der Ironman-Distanz.

## Resultate
| Platz | Name                | Jahr | Zeit (h) | Veranstaltung     | Bemerkung / Titel | Quelle |
| ----- | ------------------- | ---- | -------- | ----------------- | --- | ------ |
| 1*    | Ruedi Wild          | 2021 | 7:36:35  | Ironman Mexico    | U23-Europameister (2005), Vize-Weltmeister auf der Triathlon-Langdistanz (2018), Dritter Ironman 70.3 World Championships (2016), 2 × Weltmeister im Team (2009, 2010) | [ 1 ]  |
| 2     | Sven Thalmann       | 2024 | 7:40:13  | Ironman Barcelona | | [ 2 ]  |
| 3     | Andrea Salvisberg   | 2024 | 7:44:48  | Ironman Barcelona | | [ 3 ]  |
| 4     | Jan van Berkel      | 2021 | 7:50:58  | Ironman Tulsa     | |        |
| 5     | Samuel Hürzeler     | 2024 | 7:53:06  | Challenge Roth    | | [ 4 ]  |
| 6*    | Fabian Dutli        | 2022 | 7:55:03  | Ironman Mexiko    | | [ 5 ]  |
| 7     | Ronnie Schildknecht | 2017 | 7:56:21  | Ironman Texas     | 6 × SM Duathlon Kurzdistanz (2009–2013) |        |

* Von der Professional Triathletes Organisation (PTO) wird diese Zeit allerdings nicht anerkannt, da die Schwimmstrecke wegen Strömung als irregulär eingestuft wurde.
SM = Schweizer Meister, EM = Europameister, WM = Weltmeister